# ۸ خرداد
۸ خرداد هفتادمین روز سال در گاه‌شماری خورشیدی است. به پایان سال ۲۹۵ روز (۲۹۶ روز در سال کبیسه) باقی‌است.

## رویدادها
- ۱۳۶۷ - رقابت ۸ خرداد ۱۳۶۷ تیم ملی فوتبال ایران با تیم ملی فوتبال سوریه در جام ملت‌های آسیا ۱۹۸۸
- ۱۳۷۹ - رقابت ۸ خرداد ۱۳۷۹ تیم ملی فوتبال ایران با تیم ملی فوتبال سوریه در مسابقات فوتبال غرب آسیا ۲۰۰۰
- ۱۳۹۳ - سیل ۱۳۹۳ گلستان
- ۱۳۹۴ - آغاز درگیری طایفه محمدی و محمدموسایی
- ۱۳۹۵ - نخستین جلسه رسمی دوره دهم مجلس شورای اسلامی تشکیل شد
- ۱۴۰۲ - برگزاری نخستین جلسه دادگاه الهه محمدی به شکل غیرعلنی به ریاست ابوالقاسم صلواتی

## زادروزها
- ۱۳۲۲ - علی اکبر عالم زاده، ریاضی‌دان، مترجم، استاد دانشگاه
- ۱۳۳۶ - محسن مخملباف، کارگردان ایرانی

## درگذشت‌ها
- ۱۳۶۵ - مجید سالک محمودی، قاتل سریالی
- ۱۳۹۸ - محمد خرسند، روحانی شیعه و امام جمعه کازرون